# Drznvraan
Drznvraan (angleško Ravenclaw) je eden izmed štirih domov Bradavičarke. Ime je dobil po Danieli Drznvraan. Učenci iz tega domova so znani po njihovi bistroumnosti, učenju in modrosti. Njihov simbol je orel v modri in bronasti barvi. Duh Drznvraana je Siva dama ali Helena Drznvraan mrtva hčerka Daniele Drznvraan. Njihov predstavnik je profesor Colibri.

## Lastnosti in ugled
Dom Drznvraan spoštuje učenje, modrost, bistroumnost in razum v njihovih učencih, tako da je veliko Drznvraancev naravno motiviranih in talentiranih. Imajo originalne ideje in metode. Ni nenavadno, da jih najdemo med tem ko vadijo in se učijo, čemur pa se večina učencev drugih domov izogiba. Hermiona Granger, ki je izjemno nadarjena čarovnica in je vedno najboljša v razredu je bila razvrščena v Gryfondom, čeprav je Klobuk Izbiruh resno razmišljal, da bi jo razvrstil v Drznvraan.
Velikokrat so izredno marljivi, enako pogosto pa tudi zelo inteligentni, z velikim zanimanjem za znanost, znani so tudi po tem, da zaradi pridobivanja znanja pogosto ne ustrežejo socialnim pričakovanjem. Nekateri od takih kasneje niso le sprejeti, ampak tudi postanejo znameniti, kljub njihovim razlikam. Tak primer je Loona Liupka. 
So zelo radovedni in so zelo pozorni na svet okoli njih, logični in racionalni. Imajo tudi zelo dober spomin.
Vendar niso bili vsi Drznvraanci motivirani zaradi znanstvenih zmožnosti. Nekateri (npr. Slatan Sharmer in Cho Chang) so izkoriščali dobro ime in ugled doma ter pričakovane zmožnosti Drznvraana, pa tudi naravno zmožnost pridobivanja priljubnosti med njihovimi vrstniki, kar pa dokazuje, da dober učenec ne nujno postane dober čarovnik.
Spolzgadci menijo, da so Drznvraanci ekstremno tekmovalni, ko pride do ocenjevanja, vendar pa Pihpuffci pravijo, da so zelo ponosni na uspeh Drznvaanskih učencev.
Drznvraanci imajo malo tekmovalnosti z drugimi domovi, razen v Quidditchu. Harry Potter je mislil, da se postavijo Drznvraanci na Gryfondomovo stran zaradi temovalnosti do Spolzgada, vendar so na trišolskem turnirju večinoma podpirali Cedrica Diggoryja iz Pihpuffa. Veliko Drznvraancev se je pridružilo Dumbledorjevi armadi in se borili v bitki za Bradavičarko skupaj z Gryfondomci in Pihpuffci. 
Znotraj doma pa so znani po toplem sprejemanju, spodbujanju, ustvarjalnosti in samostojnosti.

## Drznvraanci
- Cho Chang

- Padma Patil
- Terry Boot
- Lisa Turpin
- Mandy Brocklehurst
- Fawcett
- Orla Quirke
- Stewart Ackerly
- Roger Davies
- Penelopa Bistroda
- Loona Liupka
- Michael Corner
- Profesor Colibri
- Anthony Goldstein
- Javkajoča Jane (†)